# Mihalik János
Madunitzi Mihalik János vagy Mihálik  (Arad, Arad vármegye, 1818. december 28. – Budapest, 1892. március 28.) vízépítő mérnök. Nevét beírta a magyar technikatörténetbe azzal, hogy első magyar betonépítményként 1854-ben megépíttette a délvidéki Bezdánban a Duna–Tisza–Duna-csatornán a világ első, teljesen betonból készült hajózsilipjét.

## Életpályája

### Fiatalsága
A nemesi származású madunitzi Mihalik család sarja. Iskoláit Aradon, Nagyváradon és Szegeden végezte és mint tizenhat éves fiú került 1835-ben a thullni, majd hainburgi mérnökkari iskolába, melynek hatéves folyamát kitűnő eredménnyel végezte el és 1842-ben mérnökkari hadnaggyá nevezték ki, de Széchenyi tanácsára végül polgári pályára lépett. 
Egyik legelső vízépítő mérnök volt az országban. 1847-ben állami költségen nyolc hónapig külföldön járt, beutazta Bajorországot, Hollandiát, Svájcot és felső Olaszországot, ahol a Pó szabályozásában mint főmérnök vett részt. Magyarországra visszatérve a Ferenc-csatornánál majd a Tiszánál dolgozott.

### Részvétele az 1848–49-es forradalom és szabadságharcban
1848-ban a szabadságharc kitörésekor honvéd századosként a magyar hadseregbe lépett be és Vécsey Károly honvéd vezérőrnagy táborkarában szolgált. A viszonyok kedvezőbbre fordulásakor Komáromba, Tokajba és Nagyváradra küldték az ottani erődítési munkák vezetésére. A háború folyamán őrnagy lett, 1849-ben pedig Vetter Antal tábornok mellett táborkari főnök volt és a hegyesi csata után, melyben sebet is kapott, ezredessé léptették elő. A világosi fegyverletétel után állás nélkül maradt és Pestre költözött, ahol jobb híján tanítani kezdett.

### Mérnöki pályájának csúcsán
Az osztrákok ellene is megindították a vizsgálatot, azonban tífuszban súlyosan megbetegedett, és mikor ebből kigyógyult, a bécsi kormány a félbemaradt bezdáni zsilip bevégzésére a Ferencz-csatornához küldte. 1850-ben a bécsi általános műszaki igazgatósághoz számfeletti műszaki felügyelőnek nevezték ki és októberben az akkor még fennállott Woiwodina víz- és útépítő osztályának vezetésével bízták meg, novemberben pedig miniszteri biztosként küldték ki s a Woiwodina építkező szervezésének kidolgozását bízták rá. 1851 decemberében a temesi vajdaság s Erdély út- és vízépítő osztályának vezetését vette át. 1853-ban a bécsi Kereskedelemügyi Minisztérium Építő Osztályában miniszteri felügyelővé nevezték ki és októberben a Ljubljana körüli mocsarak kiszárítását célzó tervek átalakítását bízták rá.
1854-ben egy nagyon jelentős munkát végzett: a Bánságban megépítette a bezdáni hajózsilipet, amely az első vízi betonépítmény volt egész Európában. Az építése körül tanúsított érdemeiért a Ferenc József-rend lovagkeresztjét kapta. Eljárását saját kiadású könyvében tette közzé (Praktische Anleitung zum Betonbau, Bécs, 1857). Hollandiai tapasztalatai alapján magánvállalkozóként klinkertégla gyártásba kezdett. A színezett téglák nagy sikert arattak és hamar elterjedtek a Délvidék városaiban: Zomborban, Szabadkán kedvelt útburkolatként használták őket. Sok helyen még ma is alkalmazzák ezt a terméket a belvárosi sétálóutcákban. 1853-ban Laibach (ma: Ljubljana) környékének vízügyi rendezését oldotta meg. 1862-ben önálló mérnök-vállalkozóként megbízták a Lajta folyó szabályozásával, melyet a hivatalos költség-előirányzattal, 348 000 forinttal szemben 68 000 forintos költséggel oldott meg, mindössze három hónap alatt – ezzel a célszerű, takarékos mérnöki munkára akart példát mutatni. 1867-ben Mikó Imre gróf közmunka- és közlekedésügyi miniszter miniszteri tanácsossá nevezte ki. 1869-ben érte az utolsó kitüntetés, a mikor t. i. a morvaországi országos választmány a Morva folyó szabályozása tárgyában készített emlékiratáért elismerő okiratot küldött neki.

### Nyugdíjaztatása
1871-ben azonban Tisza Lajos indoklás nélkül nyugdíjaztatta. Baross Gábor 1882-es hivatalba lépésekor rehabilitálni kívánta, de ő idős korára hivatkozva - 64 évesen – már nem vállalt további szolgálatot. 73 éves korában 1892. március 28-án hunyt el Budapesten.

## Munkái
- Praktische Anleitung zum Baue der Strassen aus Klinkern. Wien, 1857. Két kőnyomatú táblával. (2. átdolgozott és bővített kiadás. Uo. 1858. Három kőnyomatú és színes táblával.)
- Praktische Anleitung zum Beton-Bau für alle Zweige des Bauwesens. Nach eigenen Versuchen und Erfahrungen. Mit 24 zinkogr. Tafeln. Uo. 1859. (2. kiadás, 3. kiadás. Uo. 1864).
- Die hydraulischen Kalke und Cemente, ihre Verwendung. Pest, 1865.
- Entwurf zur Regulirung der Donau von Nussdorf bis Theben. Uo. 1865-66.
- Gyakorlati utmutatás kongó-tégla-utak (Klinker) építésére. 3 rajzzal. Uo. 1868.